# Erwin Java
Erwin Raymond Java (Assen, 18 juli 1956) is een Nederlands gitarist. Hij is bekend geworden als gitarist bij Wild Romance en bij Cuby and the Blizzards.

## Biografie
Java komt uit een Nederlands-Indische familie; zijn vader was KNIL-militair. In 1951 kwam het gezin naar Nederland, waar Erwin in 1956 als nakomertje werd geboren. Thuis werd veel naar muziek geluisterd; vooral blues en countrymuziek. Zijn broers, die 17-18 jaar ouder waren, speelden volleybal met Harry Muskee, die zodoende op bezoek kwam, en ook Eelco Gelling kwam bij het gezin over de vloer. Vanaf 8 jaar kreeg Java pianoles. Hij begon gitaar te spelen toen hij een jaar of 12 was.
Hij volgde het gymnasium en kreeg in 1974 van zijn vader een witte Fender Stratocaster toen hij overging naar de zesde klas. Java studeerde Nederlandse Taal en Letteren aan de Rijksuniversiteit Groningen, maar rondde deze studie niet af. Op het Groningse conservatorium behaalde hij in 1991 het diploma docent Lichte Muziek, met als hoofdvak Elektrische Gitaar.

## Bands
Al tijdens zijn studie Nederlands was Java professioneel muzikant. Hij speelde onder andere in bands als White Honey (1978-1980), Herman Broods Wild Romance (1980-1981), The Muskee Gang en Cuby and the Blizzards (sinds 1986). Daarnaast is Java producent en studio- en sessiegitarist voor onder anderen Marjol Flore, Splitsing, Gina de Wit, Bertus Borgers, Daniel Sahuleka, Kaz Lux en Tineke Schoemaker.
Als onderdeel van The Five Great Guitars trad Erwin in 2006/2007 op met Harry Sacksioni, Jan Kuiper, Zou Diarra en Digmon Roovers in het programma Groove Masters. In december 2006 met special guest Larry Carlton. In 2012 richtte hij de bluesgroep King of the World op, die hij in 2018 verliet om zich te richten op een solocarrière.

## Docent
In december 1996 was Java medeoprichter van het Noorder Muziek Instituut te Groningen, waar hij sindsdien ook als docent aan is verbonden. Van 2006 tot 2017 was hij eveneens werkzaam als docent aan het IVAK te Delfzijl.

## Trivia
- Samen met Rik Meyer maakte hij de cd Tracks Of The Past waarop onder andere bijdragen van Herman Brood.
- In 2021 had hij de muzikale leiding van het muziektheaterstuk "Muskee – So Many Roads", dat in Assen is opgevoerd.
- Hij was vaak een van de muzikanten in het tv-programma Veronica Inside.
- Vanaf 2011 speelt Erwin op een speciaal voor hem gemaakte Otenticgitaar, "the Emerald".[6]